# Bakeridesia sellowiana
Bakeridesia sellowiana là một loài thực vật có hoa trong họ Cẩm quỳ. Loài này được (Klotzsch) Monteiro mô tả khoa học đầu tiên năm 1956.